# Косью (посёлок)
Косью — посёлок в районе Печора Республики Коми Российской Федерации. Входит в городское поселение Путеец.

## География
Находится в северо-восточной части республики, в долине реки Изъяю.
Климат — умеренно континентальный с длительной умеренно суровой зимой и коротким прохладным летом. Средняя месячная температура воздуха января −19,3 °C, июля +15,4 °C. Среднегодовая температура воздуха −2,5 °C. Среднегодовое количество осадков на равнине около 780 мм, в горах — свыше 1000. Находится в местности, относимой к районам Крайнего Севера.

## История
В 1952 году Косью получил статус посёлка городского типа. С 1998 года — сельский населённый пункт. До 2011 года Косью был центром сельского поселения Косью.

## Население
| 1959 | 1970 | 1979 | 1989 | 2010 |
| ---- | ---- | ---- | ---- | ---- |
| 2627 | ↘440 | ↘274 | ↘224 | ↘153 |

## Инфраструктура
Основа экономики — обслуживание путевого хозяйства. В посёлке находится одноимённая железнодорожная станция на линии Котлас — Воркута.

## Транспорт
Развит железнодорожный транспорт.